# Joseph-Marion Leandré
Joseph-Marion Leandré (ur. 9 maja 1945) – były haitański piłkarz grający na pozycji obrońcy.

## Kariera klubowa
Podczas kariery piłkarskiej Joseph-Marion Leandré grał w Racingu Port-au-Prince.

## Kariera reprezentacyjna
W reprezentacji Haiti Joseph-Marion Leandré grał w latach siedemdziesiątych. Uczestniczył zakończonych sukcesem eliminacji do Mundialu w 1974. Zwycięstwo w eliminacjach oznaczało zdobycie Mistrzostwa strefy CONCACAF 1973, gdyż obie imprezy były ze sobą połączone. 
Podczas Mistrzostw Świata 1974 w RFN Joseph-Marion Leandré zagrał w meczu z reprezentacją Argentyny, wchodząc na boisko w 52 min. za Wilnera Nazaire.